# Židovský kalendář
| 20. srpen 2025 greg. kalendáře = 26. den měsíce av roku 5785 |
|                                                              |

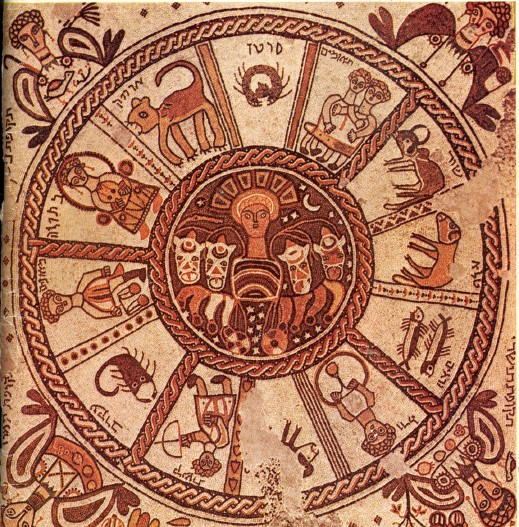
Mozaika zvěrokruhu z 6. století v synagoze v Bejt Alfa v Izraeli

Židovský kalendář (hebrejsky לוח השנה‎, luach ha-šana, „deska roku“, „tabule roku“; zkráceně luach „deska“, „tabule“) je lunisolární, tzn. měsíce jsou počítány podle fází Měsíce a roky podle Slunce. Letopočet se datuje od stvoření světa 3760 př. n. l., latinská zkratka je AM (Anno Mundi). 
Běžný rok má 12 měsíců, každý druhý až třetí je rok přestupný, ve kterém se vložením 13. měsíce vyrovnává délka tropického roku. Všechny měsíce židovského kalendáře začínají novem, respektive objevením prvního srpku nového měsíce, rok a letopočet se pak mění prvního dne měsíce tišri. Ve starověku byl nový měsíc vyhlašován na základě svědectví o pozorování. Kalendář založený na přesných výpočtech se začal používat od poloviny 4. století a dnes platný židovský kalendář zůstal nezměněný od 10. století.

## Rozdělení roku
Běžný rok má 12 měsíců. Měsíc trvá buď 30 dní (tzv. plný, מלא‎ male) nebo 29 dní (tzv. „umenšený“, חסר‎ chaser). Měsíce nisan, sivan, av, tišri, ševat a během přestupného roku adar I. jsou vžy „plné“; ijar, tamuz, elul, tevet a adar II. vždy „umenšené“. Počet dní u měsíců chešvan a kislev se mění. Roky tak mohou mít 353 dní, případně 354 nebo 355 dnů. Období mezi 1. nisanem a 1. tišri trvá vždy 177 dní. 
Týden začíná západem slunce v sobotu občanského kalendáře a skládá se ze sedmi dnů, jež jsou označovány řadovými číslovkami (první, druhý atd.); pouze sedmý den má samostatné jméno: šabat.
Den začíná a končí západem slunce. Den se dělí na hodiny (שעה‎, ša'a, ša'ot), které nemají po celý rok stejnou délku, ale jsou dvanáctinami denní nebo noční části dne (שעות זמנייות‎, ša'ot zmanijot). Hodina se pak dále dělí na díly (חלק‎, chelek, chalakim) a díly na „okamžiky“ (רגע‎ rega, rega'im). 

## Posun vůči tropickému roku
Protože 12 lunárních, tzv. synodických měsíců trvá přibližně 354 dní a tropický rok (zdánlivý oběh kolem Slunce) asi 365,25 dne, je lunární rok o víc než 11 dní kratší, tedy o víc než třetinu měsíce. Rozdíl mezi těmito cykly se vyrovnává přestupným rokem s přidaným 13. měsícem. Proto se data židovského kalendáře posunují v rozmezí přibližně měsíce vůči jarnímu bodu i datům občanského (slunečního) kalendáře, kde dochází k posunu jen o přibližně jeden den.
Korekce kalendáře byla původně prováděna na základě pozorování, během diaspory se definitivně přešlo na systém kalendářních cyklů.

### Jarní měsíc
Svátek Pesach se v zásadě začíná slavit o prvním jarním úplňku, tedy o prvním úplňku po jarní rovnodennosti. To je 15. den měsíce nisan, který začíná novem před tímto úplňkem. Tento měsíc byl původně označován slovem aviv, které pochází od klíčení ječmene a později znamenalo „jaro“. Tímto jarním měsícem se tedy řídí počátek liturgického roku dle biblického popisu. Naopak počítání let se řídí dle Mišny podzimním Roš ha-šana, někdy označovaným jako civilní začátek roku.

### Přestupný rok
Přestupný rok se vkládal dvakrát za sedm let, přesnější bylo sedmkrát za 19 let. To je tzv. měsíční kruh (מחזור הלבנה‎ machzor ha-levana) či malý cyklus  (מחזור קטן‎ machzor katan) jinak známý též jako Metonův cyklus. Rozdíl délky 19 tropických roků a 235 synodických měsíců, tedy nepřesnost cyklu, je jen přibližně 2 hodiny. V přestupném roce se mezi měsíce ševat a adar (který se přejmenuje na adar II., hebrejsky אדר שני‎ adar šeni) 30denní adar I. (adar rišon). Tento rok je nazván ibur (עיבור‎, dosl. „obtěžkán“). V devatenáctiletém cyklu se jedná vždy o roky 3, 6, 8, 11, 14, 17 a 19. Tato praxe byla prováděna již za dob druhého chrámu. Přestupný rok může trvat 383, 384 nebo 385 dní.

### Solární cyklus
Vedle malého (kratšího) měsíčního existuje i solární (velký) cyklus (מחזור גדול‎ machzor gadol, מחזור החמה‎ machzor ha-chama), trvající 28 let. Každých dvacet osm let má vyjít slunce přesně v tentýž den v týdnu a tutéž hodinu, jako na začátku cyklu. Během ranní modlitby se říká zvláštní požehnání slunce, birkat ha-chama.
Sluneční kruh je souběh tropického roku a sedmidenního týdenního cyklu. Vychází z toho, že tropický rok je přibližně o 1¼ dne delší než 52 týdnů. Tento rozdíl za 28 (4×7) let činí 35 dní, tedy přesně 5 týdnů. Nepřesnost tohoto cyklu je stejná jako u juliánského kalendáře, tedy jeden den za 128 let. Skutečná astronomická rovnodennost proto nenastane ve stejný okamžik jako před 28 lety, ale o 5 a čtvrt hodiny dříve (28 × 1/128 dne).

## Stanovení začátku roku
Nový rok (Roš ha-šana) začíná vždy 1. tišri. Délky měsíců chešvan a kislev jsou proměnné tak, aby nový rok připadl na novoluní, avšak je několik výjimek, tzv. דחייות‎ dechijot (odsunutí), které mohou vyžadovat zpoždění oproti novoluní až o dva dny:
- Roš ha-šana nesmí připadnout na středu, pátek nebo neděli, aby Jom kipur nepřipadl na pátek nebo neděli (neboť pak by došlo ke kolizi se Šabatem) nebo Hošana raba na Šabat (neboť pak by nebylo možné vykonávat rituály s ní spojené).
- Pokud molad (מולד‎, dosl. „zrození“; přesný okamžik, kdy nastává astronomické novoluní) připadne na poledne nebo na pozdější dobu, je Roš ha-šana odložen na následující den.
- Třetí dechija je zvláštní, neboť odsouvá nový rok o dva dny, a to z důvodu, pokud molad připadne na úterní odpoledne (a odsunout Roš ha-šana na středu je nemožné), je nový rok posunut o dva dny na čtvrtek.
- Pokud molad měsíce tišri po přestupném roce připadne na pondělí 9:32:43 hod. (a později), je vyhlášení nového roku posunuto na následující den – pokud by byl totiž proveden zpětný výpočet odečtením třinácti předchozích moladů, došlo by k tomu, že molad předcházejícího měsíce tišri byl v úterý v poledne nebo později. Roš ha-šana by tak začínal ve čtvrtek a tím pádem by celý rok trval 382 dní, což je ovšem příliš málo. Je tedy možné posunout Roš ha-šana o jeden den, aby měl přestupný rok minimální počet dní, tj. 383. Tato dechija je používána jen velmi řídce.

| „                       | Jsou čtyři nové roky. Prvního nisanu je nový rok králů a svátků. Prvního elulu je nový rok pro desátek ze skotu a bravu. Rabi El'azar a rabi Šim'on, jej stanovují na prvního tišri. Prvního tišri je nový rok roků, pro propouštění a jubilejní roky, pro určování (obřezaných a neobřezaných stromů) a desátek z plodin. Prvního švatu je nový rok stromů podle Bejt Šamaj, avšak Bejt Hilel jej stanovují na patnáctý švat. | “ |
| — Mišna Roš ha-šana 1:1 | |   |

## Fixace kalendáře do současné podoby
Fixace kalendáře probíhala pravděpodobně již během počátku poexilního období, kdy byla dřívější, biblická jména měsíců nahrazena názvy vesměs babylónského původu. Dále probíhala snaha o fixaci ustanovení Roš ha-šana na určité dny, tato byla ovšem završena až v 1. – 2. stol. o.l. Po dlouhá staletí byl židovský kalendář ustanovován v Jeruzalémě, po jeho zničení pak patriarchou v Izraeli. Vyhlašování novoluní se řídilo podle očitých svědků a jejich rozhodnutí bylo následně systémem poslů a signálů oznamováno židům žijícím v diaspoře. Kvůli prodlevě se svátky začaly v diaspoře slavit o den déle, než v Izraeli samotném (s výjimkou Roš ha-šana a Jom kipur). Rovněž i vyhlašování přestupného roku se řídilo podle dozrávání ječmene v Izraeli.
Ve 4. století ale byla situace židů žijících v Erec Jisra’el natolik kritická, že patriarcha Hilel II. stál před zásadním rozhodnutím, zdali si má ponechat ve svých rukách moc a vědomost vyhlašovat novoluní (a tím riskovat, že s perzekucí židovstva v Izraeli toto zanikne) nebo ustanovit kalendář tak, aby mohl být přestupný rok a novoluní vyhlašováno po celém světě bez ohledu na pravomoc patriarchátu. Hilel II. se v roce 358/9 rozhodl pro druhou možnost a ustanovil devatenáctiletý cyklus, podle kterého jsou určovány přestupné roky dodnes, zároveň došlo k úpravám dechijot více méně do podoby, v jaké je známe dnes. Definitivní podoba kalendáře byla stanovena až v 10. století v gaonském období.